# Jørn Kolsrud
Jørn Kolsrud, född 7 april 1953, är en norsk låtskrivare, musiker, programledare, manusförfattare och textförfattare. Han är bland annat känd som "Bowler" i NRK:s TV-morgonprogram för barn, "Kykelikokos", från 1996 till 2003.

## Bakgrund
Kolsrud spelade klaviatur i det norska dansbandet Ole Ivars 1978–1980. Han var huvudperson i höstrevyerna med AB-teateret i Hamar 1976-1985. 1985 grundade han Video Øst (senare Fabelaktiv as) tillsammans med Terje Helgesen och Sigrid Lindstad. Kolsrud fortsatte sedan i företaget, som manusförfattare och regissör, framför allt med TV-program för barn. I oktober 2006 var han med och bildade filmproduktionsföretaget Ervod Productions AS. 
Han är manusförfattare till Ervod Productions första film, en 3D-animerad film med titeln "Troll - the Tail of a Tail" med en budget på 95 miljoner kronor. Filmen produceras i Quad City, Illinois, USA och planeras ha premiär 2012. Kolsrud är frimurare av X grad och har innehaft ämbetet som delegerad mästare i St. Johanneslogen St. Halvard på Hamar.
[uppföljning saknas]